# Izaak Enschedé

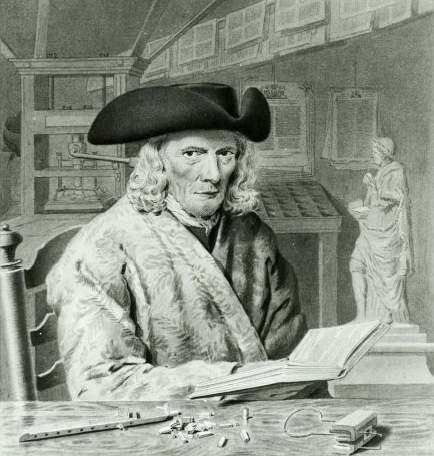
Isaak Enschedé op 74-jarige leeftijd, door Cornelis van Noorde. Achter hem staat het standbeeld van Laurens Janszoon Coster.

Izaak Enschedé (Haarlem, 16 april 1681 - Haarlem, 1 mei 1761) was de eerste directeur van de door hem in 1703 opgerichte drukkerij en lettergieterij Johan Enschedé en zonen in Haarlem.
Hij was de zoon van Johannes Enscheda (18 juli 1641 gedoopt te Groningen - overl. Haarlem 4 oktober 1706) en Elisabeth Jansdochter van den Berg (geb. Haarlem 27 april 1652 - overl. Haarlem 28 juli 1723)
Op 29 oktober 1702 huwde Izaak met Beeltje van der Lucht (geb. Haarlem 22 januari 1677 - overl. Haarlem 8 maart 1756). Zij was de dochter van Barend Stevenszoon van der Lucht en Jozijntje Marchant.
Op 10 juni 1708 werd hun zoon Johannes geboren. Deze volgde zijn vader later op in de zaak.

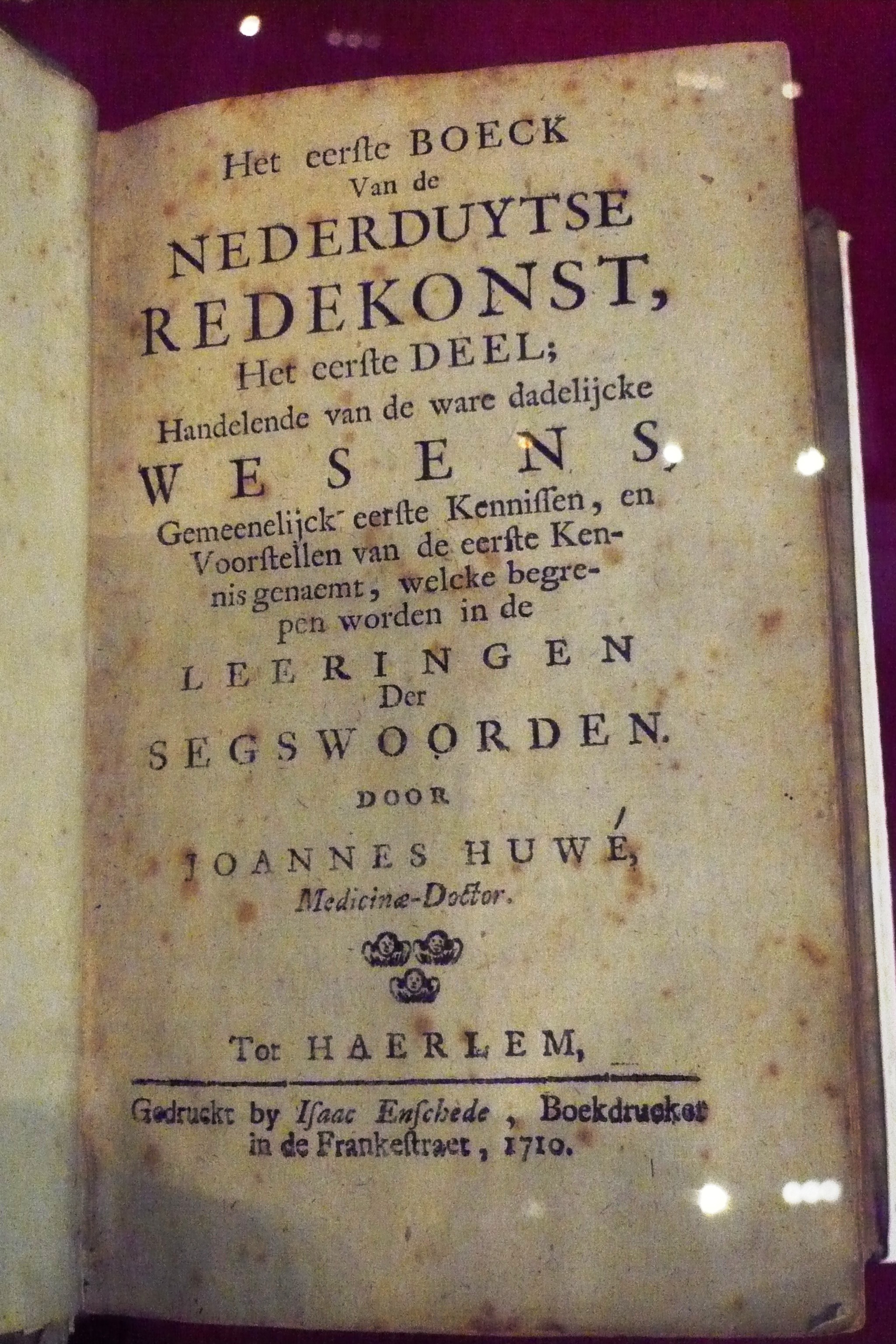
Het eerste boeck van de nederduytse redenkonst - Johannes Huwé gedrukt door Isaac Enschedé in de Frankestraat (1710)

Voor 1703 werkte Enschedé voor de Opregte Haarlemsche Courant van Vincent Casteleyn. Samen met zijn zoon Johannes kocht hij deze krant in 1737. In datzelfde jaar werden ze tot stadsuitgever benoemd door de gemeenteraad van Haarlem. Het familiebedrijf deed goede zaken en nam in 1743 het zettersbedrijf van de Amsterdamse uitgever Hendrik Floris Wetstein over. Dat bedrijf bezat letters, ontworpen door de lettermaker Johann Michael Fleischmann.